# 예거슈니첼

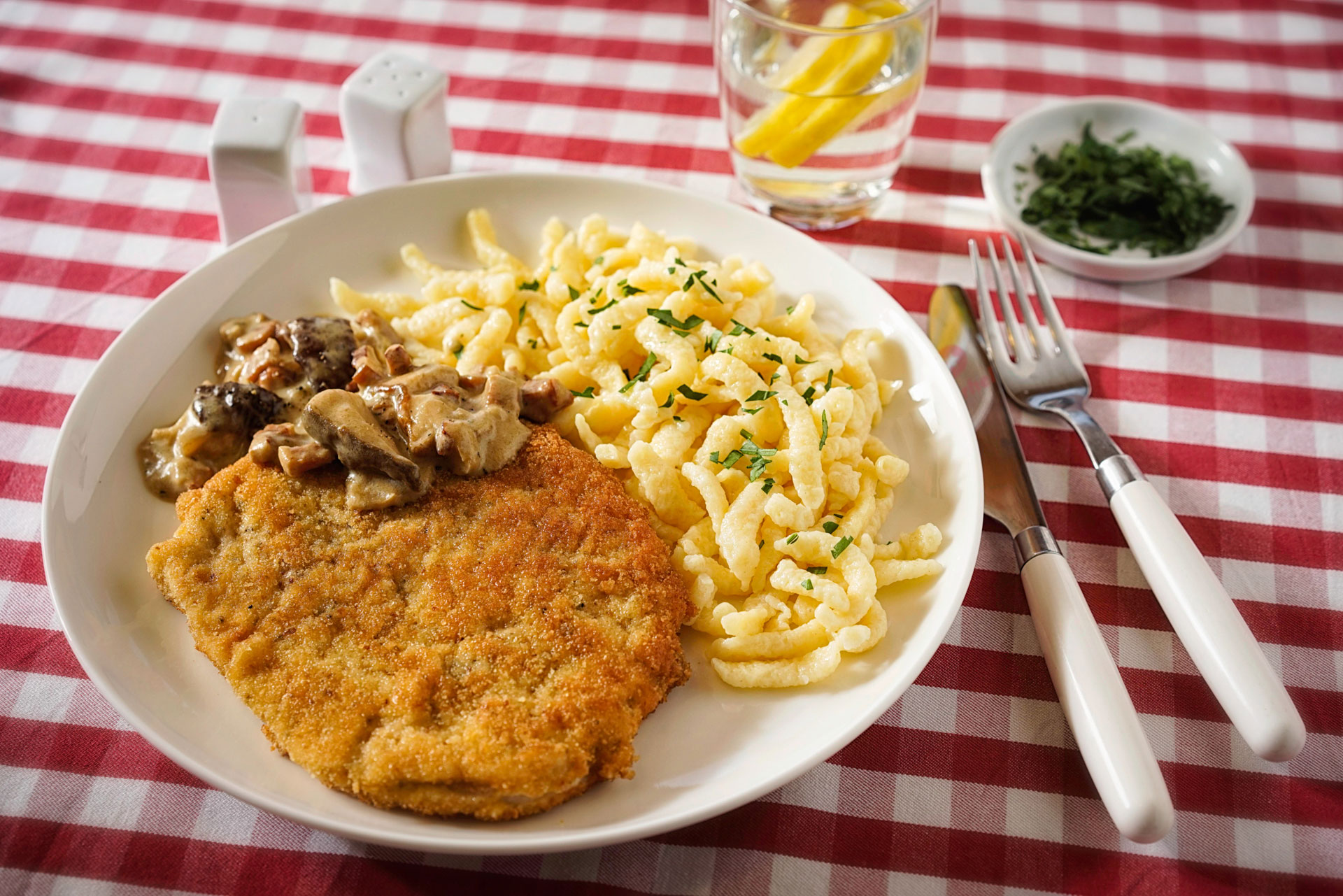
예거슈니첼

예거슈니첼(독일어: Jägerschnitzel)은 독일 남부 지방에서 유래한 것으로 알려진 음식으로, 송아지 고기의 안심과 같은 고기를 부드럽게 다진 다음 밀가루, 빵가루, 달걀물을 뭍여 기름에 튀긴 슈니첼에 버섯크림소스를 곁들인다.

## 정의

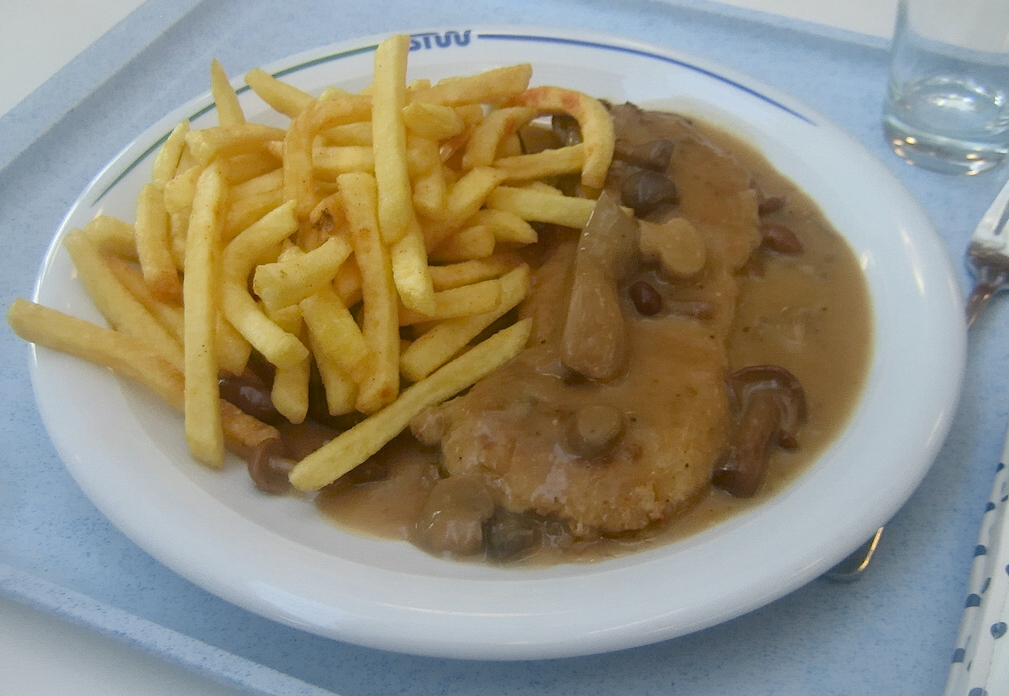
예거슈니첼

예거슈니첼(Jägerschnitzel)에서 예거(Jäger)는 '사냥꾼'이라는 뜻으로, 오래전에 사냥의 나라인 독일의 사냥꾼들이 멧돼지를 잡아 산에서 버섯을 캐서 주재료로 음식에 넣어 먹었다는 데서 유래했다는 말이 있다. 예거슈니첼은 고소하면서 부드러운 식감, 담백한 소스 덕분에 젊은이들이 선호하는 편이다. 주로 송아지 고기, 돼지고기 등심으로 고기를 사용하는 편이다. 고전적인 방식은 송아지 고기에 버터를 사용하며 요리한다. 밑간은 버터, 식용유, 소금, 후추 등이 들어가고 예거소스는 토마토 또는 버섯, 사워크림, 밀가루, 우유, 양파, 와인 등을 사용한다

## 요리법
요리법은 이렇다. 먼저 달군 냄비에 오일을 두르고 각종 채소들을 넣어 볶다가 밀가루를 넣어 밀가루가 갈색으로 변할 때까지 볶는다. 그 다음 레드와인이나 화이트와인을 넣고 물을 넣고 토마토를 썰어 넣는다. 중불에서 30~40분정도 푹 끓여 체에 거를 때 건더기를 주걱으로 눌러 야채 국물이 나올 수 있게 한다. 양송이버섯을 슬라이스로 잘라 버터에 넣고 양파부터 볶다가 양송이 버섯을 같이 볶는다. 그 뒤에 예거 소스를 부어주고 약한 불에서 끓이다 생크림을 넣고 소금과 후추로 마무리한다. 기호에 따라 커리 가루를 섞어 먹기도 한다.

## 같이 보기
- 슈니첼
- 비너 슈니첼
- 치고이너슈니첼